# Segude
Segude ist eine Gemeinde (Freguesia) im nordportugiesischen Kreis Monção.

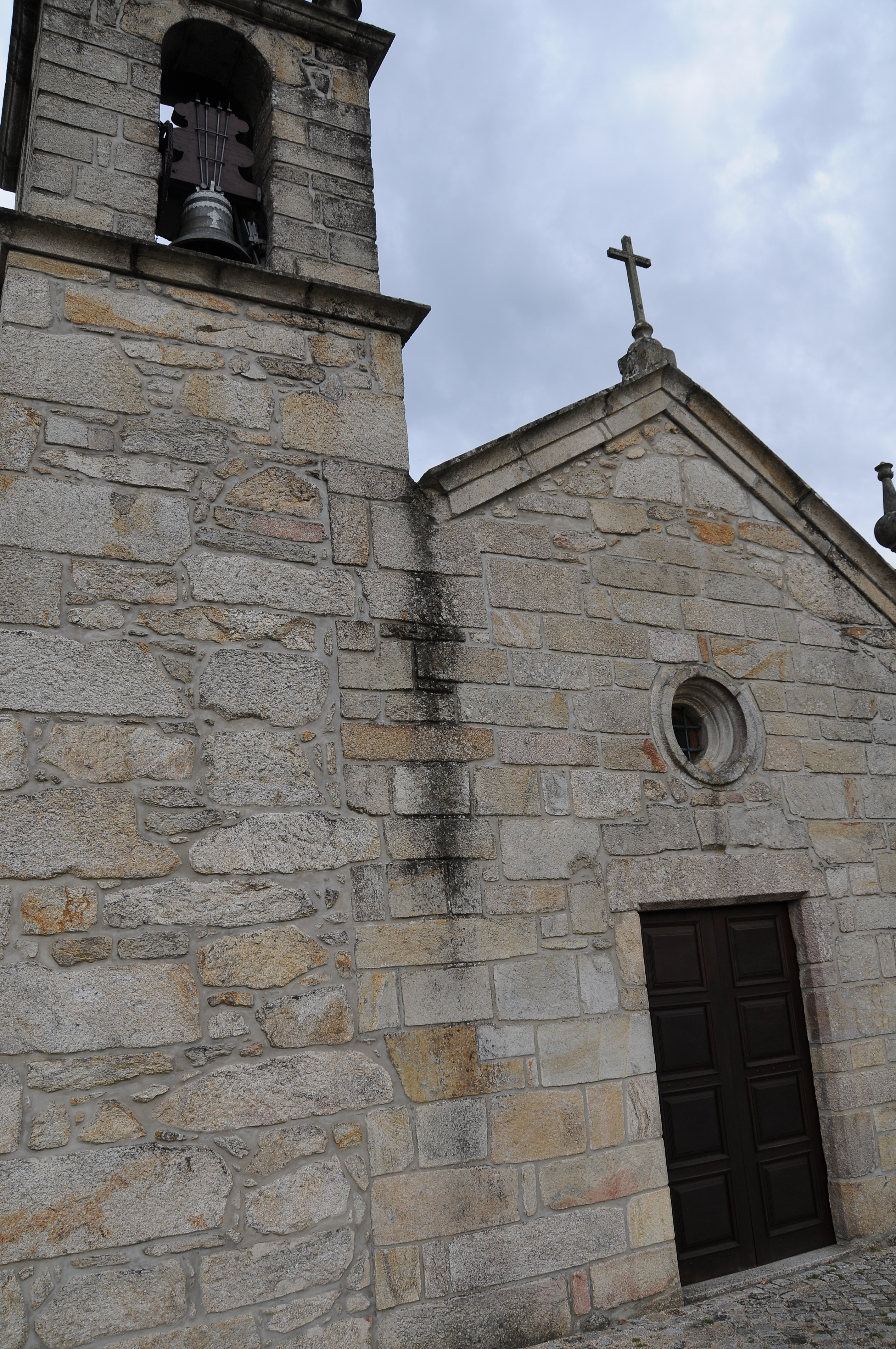
Kirche von Segude

 In ihr leben 320 Einwohner (Stand 19. April 2021).